# Gran Premio di Buenos Aires II 1948
Il Gran Premio di Buenos Aires II 1948 è stata una corsa automobilistica di velocità in circuito.
È stata la quarta prova della Temporada Argentina 1948.

## Qualifiche
Risultati delle qualifiche.
| Pos | Nr | Pilota                  | Scuderia              | Vettura             |
| --- | -- | ----------------------- | --------------------- | ------------------- |
| 1   |    | Gigi Villoresi          | Scuderia Milano       | Maserati 4CL        |
| 2   |    | Óscar Gálvez            | Privato               | Alfa Romeo 308      |
| 3   | 16 | Nino Farina             | Scuderia Milano       | Maserati 8CL        |
| 4   |    | Achille Varzi           | Privato               | Alfa Romeo 12C      |
| 5   |    | Pascual Puopolo         | San Isidoro           | Maserati 8CL        |
| 6   |    | Chico Landi             | Privato               | Alfa Romeo 308      |
| 7   |    | Juan Manuel Fangio      | A.C.A.                | Gordini Type 11     |
| 8   |    | Benedico Campos         | Écurie Naphtra-Course | Maserati 4CL        |
| 9   |    | Italo Bizio             |                       | Alfa Romeo 8C 2900A |
| 10  |    | Pablo Pessatti          | Privato               | Alfa Romeo 8C 35    |
| 11  |    | Carlos Fortunati Firpo  |                       | Maserati            |
| 12  |    | Adriano Malusardi       |                       | Alfa Romeo          |
| 13  |    | Victorio Rosa           |                       | Maserati            |
| 14  |    | Andres Fernández        |                       | Maserati            |
| 15  |    | George Raphaël Béthenod | Écurie Naphtra Course | Maserati 4CL        |
| 16  |    | Eitel Cantoni           |                       | Maserati 4CL        |

## Gara

### Risultati
Risultati della gara.
| Pos | Nr | Pilota                  | Scuderia              | Vettura             | Giri | Tempo/Ritiro |
| --- | -- | ----------------------- | --------------------- | ------------------- | ---- | ------------ |
| 1   |    | Gigi Villoresi          | Scuderia Milano       | Maserati 4CL        | 50   | 2h15'16"5    |
| 2   |    | Óscar Gálvez            | Privato               | Alfa Romeo 308      | 50   | 2h15'55"8    |
| 3   |    | George Raphaël Béthenod | Écurie Naphtra Course | Maserati 4CL        | 48   |              |
| 4   |    | Pablo Pessatti          | Privato               | Alfa Romeo 8C 35    | 47   |              |
| 5   |    | Carlos Fortunati Firpo  |                       | Maserati            | 47   |              |
| 6   |    | Benedico Campos         | Écurie Naphtra-Course | Maserati 4CL        | 45   |              |
| 7   |    | Victorio Rosa           |                       | Maserati            | 41   |              |
| 8   |    | Juan Manuel Fangio      | A.C.A.                | Gordini Type 11     |      |              |
| Rit |    | Achille Varzi           | Privato               | Alfa Romeo 12C      | 37   |              |
| Rit | 16 | Nino Farina             | Scuderia Milano       | Maserati 8CL        |      | Meccanica    |
| Rit |    | Pascual Puopolo         | San Isidoro           | Maserati 8CL        |      | Incidente    |
| Rit |    | Chico Landi             | Privato               | Alfa Romeo 308      |      |              |
| Rit |    | Eitel Cantoni           |                       | Maserati 4CL        |      |              |
| Rit |    | Italo Bizio             |                       | Alfa Romeo 8C 2900A |      |              |
| Rit |    | Adriano Malusardi       |                       | Alfa Romeo          |      |              |
| Rit |    | Andres Fernández        |                       | Maserati            |      |              |

Giro veloce:  Luigi Villoresi (2'33"7)